# 2-metil-2-propantiolo
Il 2-metil-2-propantiolo, anche noto come ter-butil mercaptano (TBM), è un composto organico solforato con formula (CH3)3CSH.  È un tiolo che viene utilizzato per l'odorizzazione del gas naturale, che altrimenti sarebbe inodore.